# Кочубей Микола Васильович
Микола Кочубей (11 січня 1885 — 1947 ?) — український публіцист, громадський діяч.

## Життєпис

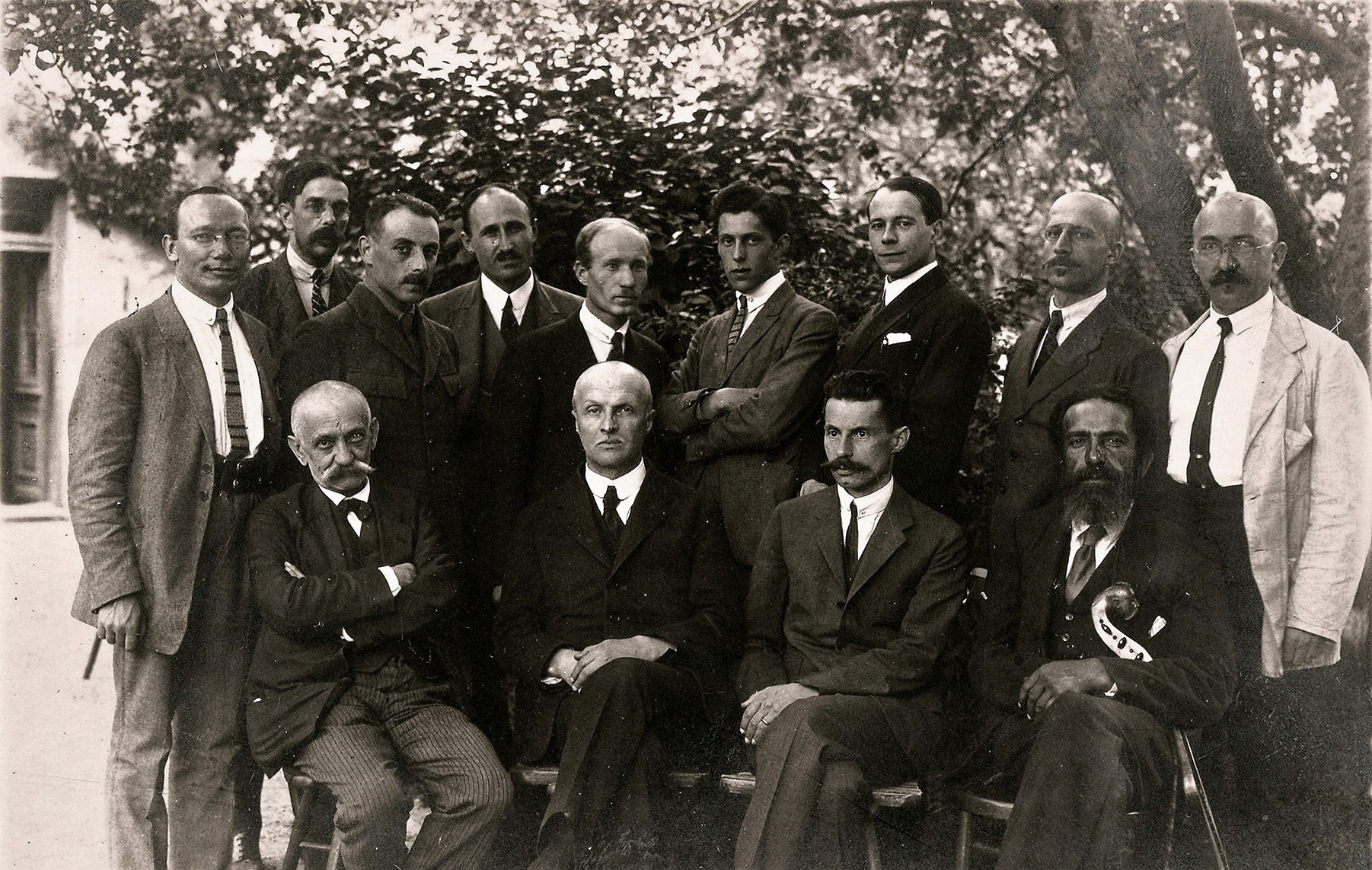
Учасники установчого з'їзду Українського союзу хліборобів-державників, Рейхенау, 4—8 червня 1922 року. Зліва направо сидять: Іван Леонтович, гетьман Павло Скоропадський, В'ячеслав Липинський, Людвіг Сідлецький; стоять Михайло Тимофіїв, Микола Кочубей, Адам Монтрезор, Андрій Білопольський, Михайло Савур-Ципріянович, Ігор Лоський, Володимир Залозецький, Сергій Шемет, Олександр Скоропис-Йолтуховський.

Павло Скоропадський та Микола Кочубей у 1926 році

Народився в сім'ї камергера Василя Кочубея і графині Марії Капніст. По лінії батька — онук сенатора Аркадія Кочубея і Софії Вяземської, по лінії матері — Олексія Капніста і Уляни Білухи-Кохановської. Мав двох рідних братів: Петра і Василя та двох братів по батьку від першого шлюбу : Михайла та Леонтія.  
Служив офіцером лейб-гвардії Кінного полку.
Разом з Михайлом був активним членом “Української Народної Громади”, яка ініціювала прихід Павла Скоропадського до влади у 1918 році. 
Один із керівників “Всеукраїнського союзу хліборобів власників", що виник в результаті відокремлення від Всеросійського союзу земельних “собственников” 20 жовтня 1918 р.
10 серпня 1927 став першим головою реорганізованої з Центральної Управи об’єднаних хліборобських та інших класових організацій Гетьманської Управи. 18 грудня 1929 року звільнений від обов'язків гетьманом Павлом Скоропадським.  
Як прихильник Липинського, став одним із засновників “Братства українських класократів-монархістів, гетьманців”. Працював редактором часопису «Думки гетьманця» (Брюссель, 1930 р.). Кочубей доповнив думки В. Липинського щодо класової організації української трудової монархії, вперше використав термін «класократія», а також трактування класу як «природної ділянки нації». Розвинув теорію існування органів місцевого самоврядування в українській монархічній державі, започатковану В. Липинським у Регламенті УСХД.

### Сім'я
Був одружений з Варварою Олександрівною Долгорукою. 18 жовтня 1909 року в них народився син Аркадій. 

## Праці
- Кочубей М. Думки гетьманця // Хліборобська Україна (Відень). – Кн.2. – Зб. II, III,IV. – 1920-1921.